# Neubaustrecke
Neubaustrecke (NBS) heißen völlig neu gebaute Verkehrsstrecken. Sie grenzen sich von Ausbaustrecken (ABS) ab, die durch bauliche Maßnahmen wie Linienverbesserungen oder Kreuzungsbeseitigungen aus bestehenden Strecken hervorgegangen sind. Ebenfalls abzugrenzen sind Neutrassierungen, also die abschnittsweise Verlegung und Neubau von Strecken, die bisherige Strecken ersetzen. Eine Neubaustrecke ist also immer eine zusätzliche Strecke im Bahnnetz. Die Begriffe werden zwar auch im Straßenbau verwendet, im üblichen Sprachgebrauch sind jedoch immer Eisenbahnstrecken damit gemeint.
In Deutschland sind vor allem seit 1973 einige große Neubaustrecken realisiert worden. Da die meisten davon auch Schnellfahrstrecken (SFS) sind, werden diese Begriffe häufig irrtümlich synonym gebraucht. Es gibt jedoch neu gebaute Bahnstrecken, die keine Schnellfahrstrecken sind, und viele SFS sind durch Streckenausbau, nicht Neubau, entstanden.
In der Schweiz wird als Neubaustrecke gemeinhin die 2004 eröffnete Schnellfahrstrecke Mattstetten–Rothrist bezeichnet. Ebenfalls zu den Neubaustrecken gehören die NEAT-Tunnels (LBT und GBT), die Vereinalinie sowie zahlreiche kürzere Strecken wie die Flughafenbahnen Zürich und Genf oder die Heitersbergstrecke, die Bornlinie, die Grauholzstrecke, der Zürichbergtunnel, der Zimmerberg-Basistunnel und die Verlängerung der AOMC-Strecke in Champéry. Ebenfalls dazuzuzählen sind die Erweiterungen der Tramnetze in Zürich, Genf, Bern und Basel sowie die Neubauten der TSOL/M1 und M2 in Lausanne. Grenzfälle stellen kurze Verbindungsstrecken dar, die die Umfahrung eines größeren Knotens erlauben (Löchligut–Wankdorf bei Bern 1967, Zürich Altstetten–Oerlikon 1969, Bussigny–Denges-Echandes 1971, Zürich Seebach–Opfikon 1979, Würenlos–Killwangen-Spreitenbach 1981) sowie die Schleife Sargans, die auch als zweites Gleis der Strecke Sargans–Trübbach betrachtet werden kann, aber den Zügen in der Relation Zürich–Buchs die Spitzkehre erspart.
Ein umfangreiches Netz von Neubaustrecken wurde zuerst in Frankreich für die TGV-Züge realisiert, inzwischen sind auch in Spanien, Italien, England, Belgien und den Niederlanden entsprechende Strecken entstanden, die mit dem französischen TGV-Netz verbunden sind oder dies in Zukunft werden.